# Jordi Mestre i Vergés
Jordi Mestre i Vergés (Girona, 1953) és un fotògraf i restaurador fotogràfic català.

## Biografia
Nascut l'any 1953 a Girona. En una entrevista explica que va descobrir que volia ser fotògraf quan als 14 anys "un company de curs em va convidar a acompanyar-lo a revelar al laboratori de l'Associació Fotogràfica i Cinematogràfica (Afic) situat al peu del carrer de la Força de Girona, “...” Encara recordo aquelles ampolles de vidre amb líquids i com em va fascinar veure com aquells negatius es revelaven i apareixien les imatges. Era màgic, pura poesia. Vaig quedar com ionqui i encara n'estic, d'enganxat. El primer que vaig fer va ser estudiar químiques i treballar a les tardes de laboratorista i fent reportatges de casaments els caps de setmana."
Després d'una etapa d'estudis superiors en ciències químiques, Jordi Mestre es passa a la fotografia de forma autodidacta.

## Activitat professional
La seva carrera professional sempre ha estat indistintament lligada a la tasca de fotògraf i de conservador de fotografies, treballant amb col·leccions tant importants com la de Francesc Català-Roca, Lluís Domènech i Muntaner i Eduard Toda.
"Només existeixen fotografies sinceres" afirma Jordi Mestre al periodista Nilo Maria; és l'any 1976 i, només dos anys més tard, l'any 1978 comença a treballar a la premsa escrita: primer a El Periódico i després a l'Avui, on va ser cap de fotografia. El anys 1990 i 1991, previs als Jocs Olimpics, retrata la Barcelona preolímpica per a la publicació Barcelona 10 de l'Ajuntament de Barcelona, i també s'encarrega dels retrats d'Albert Boadella que il·lustren una entrevista publicada a Playboy i no serà l'única sinó el principi d'una sèrie que inclourà personatges com El Último de la Fila, Loquillo i Camilo José Cela. Una altra publicació amb la qual treballa regularment de 1995 fins a 2001 és la Win Magazine. Des de l'any 2003 és cap de fotografia a l'IPHES, l'Institut Català de Paleoecologia Humana i Evolució Social, on documenta i registra la documentació de les campanyes arqueològiques que aquest centre efectua en nombrosos jaciments (Atapuerca, Orce), feina que implica la realització d'imatges per a museus i tota mena de publicacions; possiblement El Periódico de Atapuerca i el Diario de los yacimientos de Atapuerca són les dues capçaleres més actives i de les que forma part de l'equip de fotografia entre 2004 i 2013.Amb tot, l'estiu de 2009 capçaleres més generalistes com el Diario de Burgos també van publicar aquestes imatges, fins i tot com a portada.
"Un dels llibres que he llegit sobre fotografia i que més m'ha interessat es titula una cosa així com 'El zen en l'art cavalleresc del tir amb arc', i parla de l'instant i diu que quan tu, l'objecte, les mans estan en línia, les mans es disparen soles, i llavors és evident que encertes."
De la seva experiència en les excavacions reflexiona: "El treball pròpiament de fotografia abasta gairebé la totalitat de les disciplines fotogràfiques. Des de la realització de fotos de peces en estudi, la macrofotografia, el paisatgisme, el reportatge i la fotografia tècnica i científica en general, l'iluminació de grans espais amb equips mòbils i la comprensió dels moments emocionants per fer-los comprensibles a la multitud de persones que no poden viure'ls amb nosaltres"
L'any 1981 realitza tres exposicions fotogràfiques a Girona i Figueres amb temes diversos: fotografies de xemeneies i teulats a la galeria Desalt, un recull de material gràfic experimental a la galeria Spectrum Canon i un monogràfic de caràcter social sobre els gitanos del barri del Culubret, exposat a la Rambla de Figueres.
L'any 1987 es publica el llibre Barcelones, de Manuel Vázquez Montalbán, on apareixen nombroses fotografies seves.
L'any 2008 és un dels comissaris de l'exposició "Del Nil a Catalunya, el llegat d'Eduard Toda" que es realitza a la Biblioteca Museu Víctor Balaguer de Vilanova i la Geltrú. El mateix any una fotografia seva és portada del número 7186, vol. 452, de la revista Nature. L'any 2000 i 2001 el trobem formant part del Comitè origanitzador del Festival Castell de Peralada.
El número 77 de la revista Sàpiens, del 2009, té per portada una de les fotografies de Jordi Mestre, la del desenterrament d'un mamut a Mèxic. A l'interior de la revista es troba l'article i diari de l'excavació, amb nombroses fotografies seves.
L'any 2010 va ser un dels ponents de la II Jornada Tècnica del patrimoni fotogràfic de les comarques gironines. La gestió de les imatges en els ens locals, organitzada per l'INSPAI, el Centre de la Imatge de la Diputació de Girona. La ponència titulada Taller bàsic d'identificació i conservació de fotografies es va realitzar el 30 de setembre de 2010 al Centre Cultural de Caixa de Girona Fontana d'Or de Girona. Aquest mateix any participa en el FestImatge, el V Festival de la imatge de Calella amb l'exposició "El paradís era en un desert".
L'any 2014 publica l'edició revisada del llibre Identificación y conservación de fotografías:"El que pretenc en aquest volum és donar les bases per poder establir aquestes diferències facilitant així la identificació del material. Per això, a més del text s'inclouen les il·lustracions imprescindibles per dur a terme aquesta tasca ". Un any més tard publica conjuntament amb Xavier Martí i Ylla el llibre La Verema dels 80: una emigració civilitzada, nascut arran de l'exposició del mateix nom que s'ha vist a Girona, Perpinyà i Figueres.
El seu interès per l'arquitectura romànica l'ha dut a compartir les seves descobertes en diversos mitjans de comunicació, com ara el diari Ara.
Juntament amb Max Pérez, el 2016 ha publicat l'article "Descobriment de la façana antiga de Sant Pere de Roda" a la Revista de Catalunya en què aporta noves dades sobre el monestir. Actualment està digitalitzant el seu fons personal, format per entre 300.000 i 400.000 fotos, incloses les col·laboracions amb mitjans i empreses com El Periódico, l'Avui, Época, Cambio 16, Tiempo, el grup Bassat Ogilvy, Festival Castell de Peralada, el seu treball com a responsable de fotografia en excavacions arqueològiques a Atapuerca, l'Abric Romaní de Capellades, Orce i en expedicions també arqueològiques a la Baixa Califòrnia, el Marroc i Algèria o l'exhaustiu catàleg del romànic català que està elaborant en el present. Dels seus estudis sobre el romànic n'hi ha una pinzellada publicada i relativa al descobriment de la façana antiga de Sant Pere de Roda, que publica la Revista de Catalunya.
El 2017 ha col·laborat en l'elaboració del catàleg de l'exposició de Narcís Roget feta al Museu de l'Empordà de Figueres. Aquest catàleg porta per nom: Narcís Roget: una visió inèdita de l'Empordà i Jordi Mestre hi ha escrit un dels tres textos que acompanyen el catàleg.
A la primavera de 2018 publica a la revista Unicum l'article tècnic "El mirall de plata en les fotografies: importància, mecanisme d'aparició i nou procediment d'eliminació" que és un estudi que argumenta el mecanisme de transport de la plata per càrregues elèctriques i els incendis espontanis de pel·lícules de nitrat, a més de presentar un nou procediment d'eliminació senzill, eficient i estable a llarg termini. L'article està signat conjuntament amb el Dr. Josep Maria Vergès i Bosch i Rita Udina i Armengol.
Actualment treballa com a autònom per a diferents administracions en tasques de restauració de fotografia i pel·lícules, peritatges d'arxius fotogràfics, cursos i conferències sobre tècniques fotogràfiques. Algunes restauracions destacades són les de Josep Esquirol (Ajuntament de l'Escala, Alfolí de la Sal) i les del fons de Axel Munthe, metge suec. Recentment ha fet una conferència sobre el fotògraf alemany Wilhelm von Gloeden.

## Obres
- I si... : revisitant els orígens des de l'Empordà. [S. l.]: l'autor, 2018. ISBN 9781978123427[49]
- La Verema dels 80 : una emigració civilitzada. Girona : Diputació de Girona, Casa de Cultura de Girona, 2015. ISBN 9788415808305
- Identificación y conservación de fotografías. Gijón : Trea, 2004. ISBN 8497040899 2a ed., rev. 2014 ISBN 9788497047616
- Identificació i conservació de fotografies. Barcelona : Ajuntament de Barcelona, 1997.